# Centristes de Catalunya-UCD
Centristes de Catalunya-UCD (CC) va ser una coalició electoral catalana formada el 1978 com la secció catalana de la Unió de Centre Democràtic (UCD) amb la Unió del Centre de Catalunya (UCC) i la Unió Democràtica de Centre Ampli d'Anton Cañellas i Balcells. Entre els dirigents més destacats, hi hagué: Julià Valón, Eduard Punset, Carles Sentís, Manuel de Sárraga Gómez, Marcel·lí Moreta i Vicente Capdevila Cardona.

## Història
Centristes de Catalunya va ser un partit polític nascut de les desavinences en el si d'Unió Democràtica de Catalunya entre els partidaris de l'acord amb CDC i els partidaris de la coalició amb la UCD de Suárez. La persona que encapçalava la unió amb la UCD fou Anton Cañellas i Balcells. Aleshores, l'any 1978, ell era el líder d'UDC, però en el 7è Congrés del partit les seves tesis foren rebutjades. En aquell moment Anton Cañellas i 300 militants més es van unir i van fundar un nou partit polític la Unió Democràtica de Centre Ampli (UDCA), que després s'uní amb la UCC i nasqué Centristes de Catalunya, que pretenia ser el braç de la UCD a Catalunya. Cañellas pretenia construir un gran partit de centre a Catalunya connectat amb Espanya "a l'alemanya", com la CDU i la CSU de Baviera.
Centristes de Catalunya-UCD va presentar-se a les eleccions generals espanyoles de 1979 i va aconseguir uns bons resultats tant a Catalunya com a Espanya, fet que va permetre que Adolfo Suárez, candidat a la presidència per la formació centrista, formés govern.

## Resultats electorals
| Eleccions                                   | Vots         | Percentatge | Representants obtinguts           | Posició     |
| ------------------------------------------- | ------------ | ----------- | --------------------------------- | ----------- |
| Eleccions generals espanyoles (1979)        | 570.948 vots | 19,35%      | 12 diputats i 4 senadors          | 2a posició  |
| Eleccions locals (1979)                     | 362.405 vots | 13,52%      | 1.272 regidors                    | 2a posició  |
| Eleccions al Parlament de Catalunya de 1980 | 286.922 vots | 10,61%      | 18 diputats                       | 4a posició  |
| Eleccions generals espanyoles (1982)        | 70.235 vots  | 2,04%       | sense representació parlamentària | 6a posició. |

### Eleccions espanyoles (1979)
A les eleccions generals espanyoles (1979) van obtenir 570.948 vots (19,35%), 12 diputats de 47 diputats (2a posició) i 4 senadors.
- A Barcelona, Carles Sentís i Anfruns, Anton Cañellas i Balcells, José María Mesa Parra, Joaquim Molins i Amat, Marcel·lí Moreta i Amat i Manuel Torres Izquierdo
- A Girona, Josep Arnau i Figuerola i Joan Botanch i Dausa.
- A Lleida, els diputats Manuel de Sárraga Gómez i Jaume Barnola i Serra, i els senadors Manuel Ferrer i Profitós i Joan Manuel Nadal i Gaya.
- A Tarragona, Joan Sabater i Escudé i Antoni Faura i Sanmartín.

### Eleccions municipals de 1979
El bon resultat es va repetir a les eleccions municipals de 1979, on va obtenir 362.405 vots (13,52%) i un total de 1.272 regidors. CC-UCD aconseguí un important nombre d'ajuntaments sobretot a Lleida i a les Terres de l'Ebre, zones amb una gran implantació del partit. Malgrat els notables resultats a les quatre capitals de província els centristes van ser exclosos per l'anomenat "Pacte de Progrés" (socialistes, comunistes i convergents), que acapararen la pràctica totalitat del poder municipal a Catalunya.
El desembre de 1979 es va celebrar el Congrés d'unitat centrista a Girona pel qual CC es transformà en partit unificat i autònom dins la UCD. La major part d'UCC, però, era més nacionalista i no s'hi va voler incorporar i es passà a CDC.

### Eleccions al Parlament de Catalunya (1980)
A les eleccions al Parlament de Catalunya de 1980 Anton Cañellas encapçalava la candidatura per Barcelona i aquell 20 de març va aconseguir 18 diputats al Parlament que van ser decisius alhora de formar govern. CC-UCD va aconseguir 286.922 vots, el 10,61% del vots i 18 diputats. A més va quedar en quarta posició per darrere de CiU, els socialistes i del PSUC, i per davant d'ERC, del Partit Socialista d'Andalusia i de Solidaritat Catalana. Jordi Pujol, candidat de CiU i vencedor de les eleccions amb 43 diputats, va formalitzar un pacte amb els 14 diputats d'ERC. Però CiU i ERC no sumaven els 68 diputats necessaris per a la majoria absoluta i Centristes, per no deixar Catalunya amb un president escollit en segona o tercera volta, decidí donar-li els seus 18 vots per tal de facilitar un govern. Tot i això, CiU feu president del Parlament Heribert Barrera d'ERC i no pas Cañellas qui tenia més escons que l'anterior.

### Eleccions espanyoles (1982)
L'any 1982 va ser l'inici de la desintegració de la UCD a Espanya i a Catalunya succeí el mateix. Dels 18 diputats de Centristes al final de la legislatura només en quedaren 8, els altres 10 s'havien passat a CDC, a Unió, a AP i al PSC.
Centristes va intentar infructuosament disputar l'espai de centredreta a Catalunya a la coalició CiU, però els acords a nivell estatal entre UCD i CiU els van condemnar a donar un suport permanent al govern de Jordi Pujol. Després de la crisi interna de la Unió de Centre Democràtic arreu de l'estat, patí diferents escissions cap al Centro Democrático y Social, Alianza Popular i Convergència Democràtica de Catalunya. A les eleccions generals espanyoles de 1982 només va obtenir 70.235 vots (2,04%) i no obtingué representació parlamentària. Desaparegué quan es va dissoldre la UCD el 1983 i la majoria dels seus membres marxaren cap al CDS, CiU o AP.

### Diputats de la primera legislatura (1980-82)
- Joan Margalef, Albert Planasdemunt, Pere Roselló, Xavier Puig, Josep Meseguer, Joan Besa, Santiago Guillén, Eduard Punset, Marià Lorca, Vicenç Capdevila, Ramon Franch, Higini Torras, Agustín Luna, Alexandre Pedrós, Alfonso Pérez Guerra, Enric Manuel-Rimbau, José Clua, José Manuel Panisello i el líder del partit, Anton Cañellas